# ABT-670
ABT-670 je lek koji deluje kao potentan, oralno biodostupan dopaminski agonist koji je selektivan za D4 podtip. On je razvijen kao mogući tretman za impotenciju, mada je njegova sadašnja primena ograničena na naučna istraživanja.